# Baronía de Quinto
Señorío aragonés que toma el nombre de la villa de Quinto (provincia de Zaragoza). Incluía además Gelsa, Velilla de Ebro, Matamala y Alforque.

## Señores de la baronía de Quinto
1. Juan de Funes (desde 1431)
2. Ramiro de Funes
3. Contesina de Funes y  Juan de Villalpando
4. Francisco de Funes y  Juan de Villalpando
5. Juan Funes de Villalpando y Muñoz
6. García Funes de Villalpando y Gurrea
7. Miguel Funes de Villalpando y Gurrea
8. Antonio Funes de Villalpando
9. García Funes de Villalpandoy Fernández de Heredia
10. Juan Funes de Villalpando y Ariño
11. Melchor Funes de Villalpando y Sanz de Latrás
12. José Pedro de Alcántara Funes de Villalpando y Gurrea
13. Cristóbal Pío Funes de Villalpando y Abarca de Bolea
14. María Francisca de Sales Margarita Coleta Teresa Antonia Dominga Portocarrero y López de Zúñiga (también marquesa de Osera)
15. Eugenio Eladio Portocarrero y Palafox
16. Cipriano Portocarrero y Palafox
17. María Eugenia Portocarrero Palafox y KirkPatrick, conocida como Eugenia de Montijo
18. Jacobo Fitz-James Stuart y Falcó
19. María del Rosario Cayetana Fitz-James Stuart y Silva
20. Carlos Fitz-James Stuart y Martínez de Irujo